# Station Wieren
Station Wieren (Bahnhof Wieren) is een spoorwegstation in de Duitse plaats Wieren in de deelstaat Nedersaksen. Het station ligt aan de spoorlijn Stendal - Uelzen en de spoorlijn Gifhorn - Wieren.

## Indeling
Het station heeft twee zijperrons en deze hebben een abri. De perrons zijn te bereiken vanaf de straten Hauptstraße en Am Bahnhof. Tevens zijn de perrons verbonden met een voetgangerstunnel die langs een trap te bereiken is. Aan de zuidzijde van het station is er een klein parkeerterrein. Langs het zuidelijke perron staat het stationsgebouw, maar dit wordt niet meer als dusdanig gebruikt. 

## Verbindingen
Het station wordt bediend door treinen van DB Regio Südost en erixx. De volgende treinseries doen het station Wieren aan:
| Serie | Treinsoort                         | Route | Bijzonderheden             |
| ----- | ---------------------------------- | --- | -------------------------- |
| RE 20 | Regional-Express (DB Regio Südost) | Uelzen – Wieren – Salzwedel – Stendal Hbf – Magdeburg Hbf – Calbe (Saale) Ost – Köthen – Halle (Saale) Hbf | rijdt eenmaal per twee uur |
| RB 47 | Regionalbahn (Erixx)               | Braunschweig Hbf – Gifhorn – Wittingen – Wieren – Uelzen                                                   | Rijdt eenmaal per twee uur |